# Szentliszló, Zala
Szentliszló  este un sat în districtul Letenye, județul Zala, Ungaria, având o populație de 290 de locuitori (2011). 

## Demografie
Componența etnică a satului Szentliszló
     Maghiari (96,3%)
     Romi (2,59%)
     Germani (1,11%)
Componența confesională a satului Szentliszló
     Romano-catolici (87,93%)
     Necunoscută (12,07%)
Conform recensământului din 2011, satul Szentliszló avea 290 de locuitori. Din punct de vedere etnic, majoritatea locuitorilor (96,3%) erau maghiari, existând și minorități de romi (2,59%) și germani (1,11%).  Din punct de vedere confesional, majoritatea locuitorilor (87,93%) erau romano-catolici. Pentru 12,07% din locuitori nu este cunoscută apartenența confesională.